# Tipula (Acutipula) fulvipennis
Tipula (Acutipula) fulvipennis is een tweevleugelige uit de familie langpootmuggen (Tipulidae). De soort komt voor in het Palearctisch gebied.